# Яремійчук Роман Семенович
Яремійчук Роман Семенович (нар. 19 листопада 1936 р., с. Зібранівка Снятинського району Івано-Франківської обл. — 27 грудня 2022 р. м. Львів) — доктор технічних наук, професор, дійсний член та віце-президент ГО Українська нафтогазова академія, член Російської академії природничих наук ім. В. Вернадського, дійсний член Білоруської гірничої академії. Заслужений діяч науки і техніки Української РСР (1988). Лауреат Державної премії України в галузі науки і техніки (2008). Дійсний член НТШ.

## З творчої біографії
Після закінчення Дрогобицького нафтового технікуму навчався на нафтовому факультеті Львівського політехнічного інституту.
?-1976 був завідуючим Івано-Франківського філіалу Всесоюзного Науково-Дослідного Інституту Бурової Техніки.
З 1976 р. по 2010 р. працював у Івано-Франківському національному технічному університеті нафти і газу. Декан факультету морських нафтогазових технологій Івано-Франківського національного технічного університету нафти і газу.
Роман Семенович з 1978 до 2003 р. очолював президію науково-технічних товариств Івано-Франківської області, обирався головою Івано-Франківського відділення наукового товариства ім. Шевченка (1994—2003 рр.), головою опікунської ради української гімназії в Івано-Франківську (1991—2003 рр.), з 2005 року обраний заступником голови Кримського відділення Наукового товариства ім. Шевченка.
Один з провідних вчених країни в галузі техніки і технології буріння свердловин. Значний вклад вченого у створенні української термінології у нафтогазовопромисловій справі.

## Основні праці
Роман Яремійчук — автор понад 60 книг (підручників, монографій, двомовних словників, довідників). Науковий доробок вченого налічує також понад 300 наукових статей, 120 публіцистичних статей, 167 винаходів (авторські свідоцтва СРСР, патенти України, Росії, Аргентини, Чехословаччини).

### Ключові публікації в галузі науки і техніки
- Усталостная прочность стенок скважин. Тимофеев Н.С, Вугин Р.Б, Яремийчук Р. С. М.:Недра, 1972. — 201 с.
- Вскрытие продуктивных горизонтов и освоения скважин. Яремийчук Р.С, Качмар Ю. Д. Львов.: Вища школа,1982. — 150 с.
- Обеспечение надежности и качества стволов глубоких скважин. Яремийчук Р.С, Семак Г. Г. М.: Недра,1982. — 264 с.
- Довідник з нафтогазової справи. (за редакцією В.С Бойко, Р. М. Кондрат, Р. С. Яремійчук.) Львів.: Місіонер,1996. — 670 с.
- Освоєння та дослідження свердловин. Яремійчук Р.С, Возний В. Р. Львів.: Оріана-нова, 1994. — 450 с.
- Освоєння свердловин. Яремійчук Р.С, Качмар Ю. Д. Львів.: Освіта, 1997. — 253 с.
- Морські стаціонарні платформи. Крижанівський Е.І, Ільницький М.К, Яремійчук Р. С. Івано-Франківськ, ІФНТУНГ,1996.-199с.
- Англо-український нафтогазовий словник. Яремійчук Р. С., Середницький Л. М., Осінчук З. П. Київ: Українська книга,1998. — 543 с
- Освоение скважин. Булатов А. И., Качмар Ю. Д., Макаренко П. П., Яремийчук Р. С. (общая редакция) М.: Недра,1999. — 477с.
- Основи гірничого виробництва. Яремійчук Р. С., Возний В. Р. Київ: Українська книга, 2000. — 360с.
- Енциклопедичний словник морських нафтогазових технологій.(Українсько-російсько-англійський) Яремійчук Р. С., Франчук І.А ., Возний В. Р., Любімцев В. О. Київ: Українська книга.2003. — 320 с.
- Довідник «Буріння свердловин», т.1, т.2, т.3, т.5. Мислюк М. А., Рибчич І. Й., Яремійчук Р. С. Київ.: Інтерпресс ЛТД, т.1 — 2002. — 363 с., т.2 — 2002. — 304с., т.3 — 2004. — 294 с., т.5 — 2004. — 373 с.
- Анализ научных и практических решений заканчивания скважин. Яремийчук Р. С., Иванов С. И. М.:Недра,2004. — 677 с.
- Англо-український/українсько-англійський нафтогазовий словник. Яремійчук Р. С., Середницький Л. М., Осінчук З. П., Яремійчук Я. С., Дністрянський В. І. Львів.:Центр Європи,2008. — 677 с.
- Інтенсифікація припливу вуглеводів до свердловин. Качмар Ю. Д., Яремійчук Р. С., Світлицький В. М., Синюк Б. Б. (у двох книгах) Львів.: Центр Європи,2005. — 770 с.
- Технологія і техніка буріння . Войтенко В. С., Вітрик В. Г., Яремійчук Р. С. Львів.: Центр Європи, 2012. — 708 с.
- Самоподъемные плавучие буровые установки. Лифшыц Р. Б., Ясюк В. М., Яремийчук Р. С. Львов.:Центр Европы,2009. — 459 с.
- Французько-український нафтогазовий словник. Булатов А. І., Головін С. М., Дністрянський В. І., Стефурак Р. І., Яремійчук Р. С. Київ.: Інтерпрес ЛТД,2013. — 601 с.
- Колтюбінг в нафтогазовидобуванні. Поліник М. М., Ясюк В. М., Яремійчук Р. С. Львів.: Центр Європи,2014. — 342 с.
- А. І. Булатов, Ю. Д. Качмар, О. В. Савенок, Р. С. Яремійчук. Освоєння нафтових і газових свердловин. Наука і практика. (Монографія). Львів: СПОЛОМ. 2018. — 476 с.

### Публіцистичні видання
- Роман Яремійчук. Минуле не зникає. Львів: Центр Європи. 2015. 520 с.
- Роман Яремійчук. Дорога крізь життя. — Львів: ФОП Корпан Б. І. 2019. — 266 с.
- Роман Яремійчук. Розхристані записи. — Львів: СПОЛОМ, 2019. 674 с.

## Нагороди
Орден «За заслуги» ІІІ ступеня (2006).
Срібна медаль В.Вернадського Російської академії природничих наук.